# Hiroshi Ōshima
Barón Hiroshi Ōshima (大島 浩 - Ōshima Hiroshi?) (Prefectura de Gifu, 19 de abril de 1886-Tokio, 6 de junio de 1975) fue un general en el Ejército Imperial Japonés, embajador japonés en Alemania antes y durante la Segunda Guerra Mundial y (sin saberlo) una fuente importante de inteligencia de comunicaciones para los Aliados. Su papel fue quizás mejor resumido por el general George C. Marshall, quien identificó a Ōshima como "nuestra principal base de información sobre las intenciones de Hitler en Europa". Después de la Segunda Guerra Mundial, fue condenado por crímenes de guerra y sentenciado a cadena perpetua, pero fue puesto en libertad condicional en 1955.

## Biografía

### Primeros años
Ōshima era el hijo de una prominente familia japonesa de samuráis de la Prefectura de Gifu, su padre, Ōshima Ken'ichi (大島 健- Ōshima Ken'ichi?), habiendo servido como Ministro de Guerra de 1916 a 1918. Ōshima se graduó de la 18.ª clase de la Academia del Ejército Imperial Japonés en junio de 1905 y fue ascendido a segundo teniente en junio de 1906 y a teniente en junio de 1908. Se graduó de la 27.ª clase del Colegio de Guerra del Ejército en mayo de 1915, y fue ascendido a capitán al año siguiente. 
De 1918 a 1919, sirvió en Siberia con las fuerzas expedicionarias, y fue nombrado agregado militar adjunto en la embajada japonesa en la República de Weimar. Promovido a mayor en enero de 1922, se desempeñó como agregado militar en Budapest y Viena desde 1923 hasta 1924. Después de su regreso a Japón, fue ascendido a teniente coronel en agosto de 1926. Después de un ascenso a coronel en agosto de 1930, se desempeñó como comandante del 10.º Regimiento de Artillería de Campo de 1930 a 1931.

### Carrera militar y diplomática
En 1934, el coronel Ōshima se convirtió en agregado militar japonés en Berlín. Hablaba un alemán casi perfecto y pronto se hizo amigo de Joachim von Ribbentrop, el consejero de política exterior favorito de Adolf Hitler. Aunque Hitler aparentemente usó el Ministerio de Relaciones Exteriores (Auswärtiges Amt) para sus relaciones exteriores, en realidad era más dependiente de Dienststelle Ribbentrop, una oficina extranjera en competencia operada por el excomerciante de champán. La importancia de Ōshima para Hitler se puede ver en el hecho de que después de la conclusión del Pacto Antikomintern, el embajador de Estados Unidos en Japón, Joseph Grew, estimó que el acuerdo fue principalmente el resultado del trabajo de Ōshima, sin la participación del Ministerio Japonés de Relaciones Exteriores.

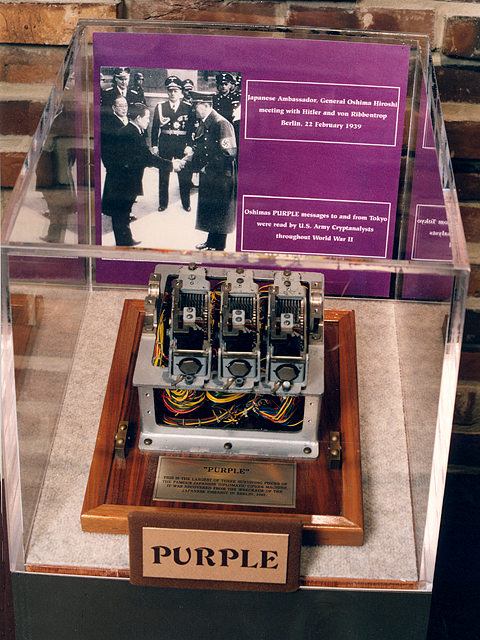
Fragmento de una máquina PURPLE real de la embajada japonesa en Berlín, obtenida por los Estados Unidos al final de la Segunda Guerra Mundial. La fotografía en la pantalla muestra a Ōshima estrechándole la mano a Hitler. Ribbentrop se encuentra en el medio.

Ōshima fue ascendido a General de División en marzo de 1935. Bajo la dirección de Ribbentrop, Ōshima se reunió en privado con Hitler esa caída. Con el apoyo del liderazgo alemán y el Estado Mayor del Ejército Imperial Japonés, Ōshima progresó rápidamente mientras estaba en Berlín. Alcanzó el rango de teniente general y fue nombrado embajador en Alemania en octubre de 1938. Luego fue transferido a la reserva del ejército. Durante sus primeros meses como embajador, según la evidencia presentada más tarde en el Juicio de Nuremberg de los principales criminales de guerra, planeó el asesinato de Iósif Stalin por agentes rusos que simpatizaban con su causa. En una conversación que Ōshima tuvo con Heinrich Himmler el 31 de enero de 1939, el primero expresó la esperanza de que la cooperación germano-japonesa en el campo de inteligencia conduzca eventualmente a la desintegración de la Unión Soviética. Ōshima fue instrumental en la falsificación y firma del Pacto Antikomintern el 25 de noviembre de 1936 y el Pacto Tripartito el 27 de septiembre de 1940. 
Las relaciones entre Alemania y Japón se tensaron después del Pacto Ribbentrop-Mólotov en agosto de 1939. En septiembre de 1939, Ōshima fue llamado a Japón (con Saburō Kurusu sucediéndolo); Regresó por los Estados Unidos. Ante la insistencia del gobierno alemán, regresó a Berlín como embajador en febrero de 1941, y permaneció en ese cargo hasta la rendición alemana en mayo de 1945. Dedicó sus esfuerzos a estrechar las relaciones entre los dos países. Esto incluye la cooperación militar en el área del Océano Índico (en forma de guerra submarina anti-mercante. Tal era su creencia fanática en la ideología nacionalsocialista que el periodista estadounidense William L. Shirer, en The Rise and Fall of the Third Reich, escribió que Ōshima "es más nacionalsocialista que los nacionalsocialistas". 
La estrecha relación de Shima con Hitler y Ribbentrop le dio acceso incomparable para un extranjero a los planes de guerra alemanes y la política nacional, comparable a la de Winston Churchill con el liderazgo de guerra estadounidense. A su vez, Hitler admiraba a los japoneses militaristas e hizo de Ōshima un confidente personal. 
Ōshima hizo visitas al Frente Oriental y al Muro Atlántico, y se reunió periódicamente con Hitler y otros líderes alemanes. Siendo un meticuloso oficial militar en entrenamiento, escribió informes detallados de la información que le proporcionaron los alemanes. Los informes fueron enviados por radio a Tokio en el código diplomático PURPLE (púrpura). Desconocido para los japoneses, el cifrado PURPLE fue roto por descifradores de códigos estadounidenses en 1940. Por lo tanto, los informes de Oshima fueron leídos casi simultáneamente por sus superiores en Japón y por los líderes y analistas aliados como inteligencia "mágica". A veces, los Aliados leían los informes antes que los japoneses, ya que los problemas de transmisión entre Alemania y Japón a menudo demoraban los informes durante horas.

### Guerra del Pacífico
El 13 de febrero de 1941, Ōshima discutió con Ribbentrop la posibilidad de una iniciativa conjunta germano-japonesa para la guerra contra el Imperio Británico y los Estados Unidos y acordó con él que era el momento oportuno para atacar al Imperio Británico en Asia. El 23 de febrero de 1941, Ribbentrop lo instó a presionar al gobierno japonés para atacar las posesiones británicas en el este de Asia. El 28 de noviembre de 1941, en una conversación con el ministro de Asuntos Exteriores Alemán, Ōshima recibió la garantía de que el Tercer Reich se uniría al gobierno japonés en caso de guerra contra los Estados Unidos.
Tal era la alta estima de Hitler que Ōshima fue uno de los únicos 15 condecorados con la Gran Cruz de la Orden del Águila Alemana en Oro. Hitler otorgó la medalla luego del ataque a Pearl Harbor en 1941. A la ceremonia de entrega de premios asistió el ministro de Asuntos Exteriores del Reich, Joachim von Ribbentrop, y las notas secretas de la conferencia fueron reveladas en los Juicios de Nuremberg en 1945. Al dirigirse a Ōshima, Hitler dijo: 
Diste la declaración de guerra correcta. Este método es el único adecuado. Japón lo persiguió anteriormente y corresponde con su propio sistema, es decir, negociar el mayor tiempo posible. Pero si uno ve que el otro solo está interesado en posponerlo, en avergonzarlo y humillarlo, y no está dispuesto a llegar a un acuerdo, entonces uno debe atacar lo más fuerte posible y no perder el tiempo declarando la guerra.

### Alemania presiona por el ataque japonés a los soviéticos

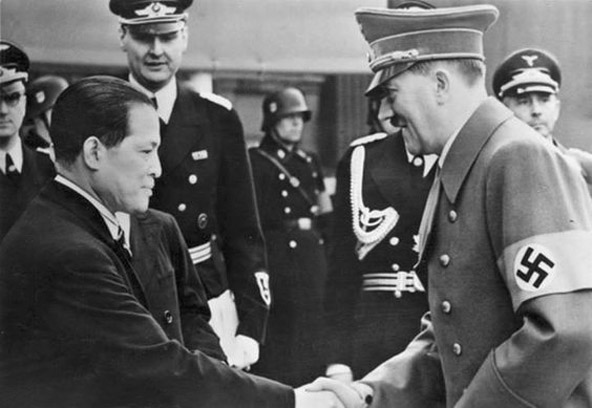
Reunión de Adolf Hitler con Hiroshi Ōshima en 1942.

A pesar de las posiciones antisoviéticas de Ōshima, el gobierno japonés en abril de 1941 concluyó un pacto de no agresión con Moscú. Las fuerzas armadas alemanas invadieron la Unión Soviética en junio y el gobierno alemán estaba interesado en un ataque japonés simultáneo contra la URSS. Sin embargo, antes de la invasión misma, el gobierno alemán no había actualizado a Ōshima sobre los planes de ataque. En una conversación celebrada el 17 de mayo de 1941, Ernst von Weizsäcker, Secretario de Estado en el Ministerio de Asuntos Exteriores Alemán, negó que hubiera alguna tensión con el gobierno soviético.
Tras la invasión de la Unión Soviética el 22 de junio de 1941, se presionó al gobierno japonés para que se uniera a la invasión. El 9 de julio de 1942, Ribbentrop intentó convencer a Ōshima de instar a su gobierno a unirse al ataque contra la Unión Soviética. El principal argumento de Ribbentrop es que "Japón nunca más tendría una oportunidad como la que existe actualmente para eliminar de una vez por todas el coloso ruso en el este de Asia". El 6 de marzo de 1943, Ōshima entregó a Ribbentrop la siguiente declaración oficial del gobierno japonés:
El Gobierno japonés reconoce absolutamente el peligro que amenaza Rusia y comprende completamente el deseo de su aliado alemán de que Japón, por su parte, también entre en la guerra contra Rusia. Sin embargo, no es posible que el Gobierno japonés, considerando la situación de guerra actual, entre en la guerra. Son más bien la convicción de que sería de interés común no comenzar la guerra contra Rusia ahora. Por otro lado, el Gobierno japonés nunca pasaría por alto la cuestión rusa.

### "Apoyando" crímenes de guerra
La alta estima de Ōshima con Hitler le hizo conocer algunos de los planes relacionados con acciones que luego se definirían como crímenes de guerra y atrocidades. Un ejemplo fue una reunión celebrada entre él y Hitler el 3 de enero de 1942, donde ambos acordaron la acción de hundir botes salvavidas que trabajaban para rescatar al personal naval aliado que huía de barcos hundidos en una acción militar. El texto oficial dice: 
En una reunión que Ōshima tuvo con Hitler y Ribbentrop el 27 de mayo de 1944, Hitler informó que el gobierno japonés debería colgar públicamente a todos los pilotos estadounidenses capturados que estuvieron involucrados en ataques aéreos con la esperanza de disuadir estos ataques.

### Despachos interceptados

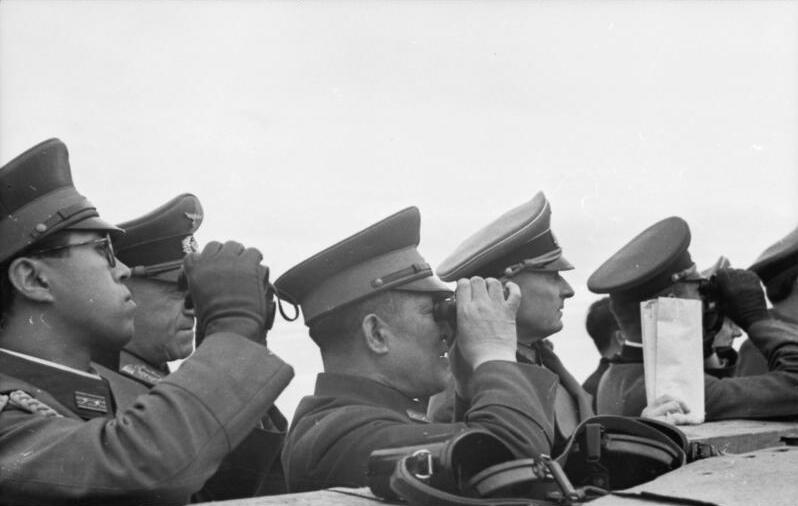
Ōshima (centro) recorriendo el Atlantikwall (Muro Atlántico) con otros funcionarios japoneses y alemanes en 1943.

Prácticamente todos los despachos de Ōshima fueron interceptados: aproximadamente 75 durante los 11 meses de 1941, unos 100 en 1942, 400 en 1943, 600 en 1944 y unos 300 durante los poco más de cuatro meses de 1945 cuando Alemania estaba en guerra. Por ejemplo, en un despacho descodificado el 19 de enero de 1942, Ribbentrop acordó suministrar informes diarios de inteligencia a Ōshima, que podría pasar a Tokio. Advirtió que "cualquier filtración de estos informes debido a nuestra culpa sería de grave consecuencia, por lo que todo el manejo de estos informes debe ser estrictamente secreto". Esto a pesar del hecho de que los alemanes a menudo le reprocharon la falta de fiabilidad de los códigos japoneses, aunque Ōshima les aseguró su seguridad. Esta laxitud resultó ser fatal para los esfuerzos de espionaje japoneses, ya que incluso gran parte de la inteligencia reunida por la red de espías japonesa con nombre en código TO en España (con el apoyo implícito brindado por las autoridades españolas) se canalizó a través de él. Esta evidencia detuvo la carga de petróleo por parte de los Estados Unidos en los petroleros españoles en 1944. 
Si bien algunas de sus predicciones estaban equivocadas (Ōshima predijo que Gran Bretaña se rendiría a Alemania antes de fines de 1941), su informe sobre los planes y políticas del liderazgo alemán y sus datos de hecho fueron invaluables para los Aliados. Por ejemplo, el 6 de junio de 1941, le informó a Tokio que Alemania invadiría la Unión Soviética el 22 de junio (véase Operación Barbarroja). 
Otro ejemplo fue en noviembre de 1943, cuando Ōshima fue llevado a un recorrido de cuatro días por las fortificaciones del Muro Atlántico en la costa de Francia. A su regreso a Berlín, escribió un informe detallado de 20 páginas de su visita, dando cuenta de la ubicación de cada división alemana y su mano de obra y armamento. Describió zanjas de tanques en detalle, armamento de torretas ubicadas cerca de la costa y fuerzas móviles disponibles. Eso proporcionó información valiosa a los planificadores del asalto del Día D. Conectado a eso fue que los Aliados sabían que la Operación Fortaleza estaba funcionando porque solo una semana antes del Día D, Hitler le confió a Ōshima que, si bien los Aliados podrían hacer fintas de diversión en Noruega, Bretaña y Normandía, en realidad abrirán "un todo en el segundo frente en el área del Estrecho de Dover". Por lo tanto, Ōshima informó obedientemente que el grueso de las fuerzas alemanas no estaría esperando en Normandía sino, por error, en el área de Pas-de-Calais. 
Sus despachos también demostraron ser valiosos para aquellos involucrados en la campaña de bombardeos en Europa, ya que Ōshima proporcionó detalles sobre el efecto de los bombardeos aliados en objetivos específicos alemanes, brindando evaluaciones de daños de bombas valiosas y relativamente imparciales a los Aliados. 

### Durante y después de la guerra

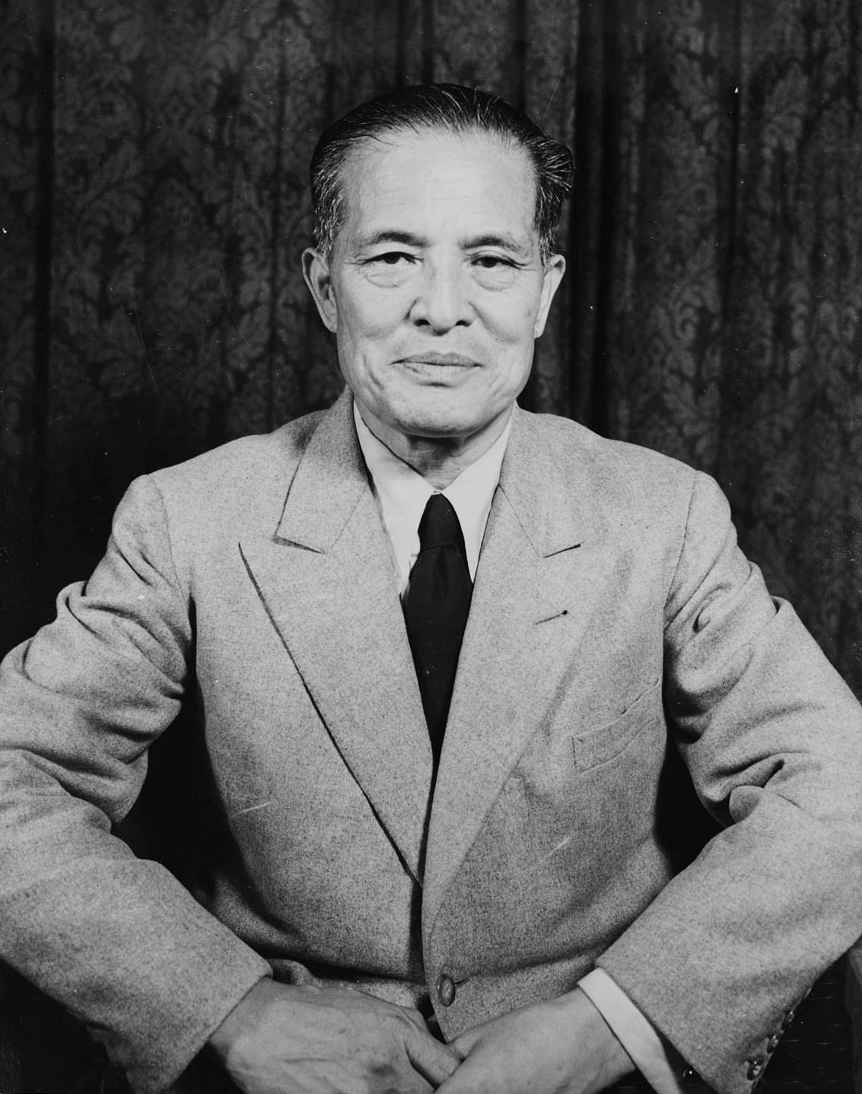
Ōshima en 1947.

A medida que avanzaba la guerra y Alemania comenzaba a retirarse, Ōshima nunca vacilaba en su confianza de que Alemania saldría victoriosa. Sin embargo, en marzo de 1945, informó a Tokio sobre el "peligro de que Berlín se convirtiera en un campo de batalla" y revelara el temor "de que el abandono de Berlín pueda tener lugar otro mes". El 13 de abril de 1945, se reunió con Ribbentrop (por última vez, resultó) y prometió estar con los líderes del Tercer Reich en su hora de crisis. "No deseo ser tratado de la misma manera que otros diplomáticos simplemente por el gran peligro de los estragos de la guerra", anunció, pero esa noche fue informado por el jefe de protocolo del Ministerio de Relaciones Exteriores: todos los diplomáticos debían irse Berlín a la vez por orden directa de Hitler. Ōshima había enviado a su esposa a Bad Gastein, un centro turístico de montaña en Austria, y, al día siguiente, se fue a reunirse con ella, junto con la mayoría del personal diplomático japonés. 
Menos de un mes después, Alemania se rindió y Ōshima y su personal fueron detenidos. Fueron traídos a los Estados Unidos en barco, llegando el 11 de julio de 1945. Después del interrogatorio y el internamiento en Bedford Springs Hotel, un complejo hotelero en el corazón de las montañas Allegheny, Pensilvania, Ōshima fue devuelto a Japón en noviembre de 1945. 
Aunque disfrutó brevemente de libertad en su país devastado, fue arrestado el 16 de diciembre de 1945 y acusado de crímenes de guerra. Cuando compareció ante el Tribunal Militar Internacional para el Lejano Oriente, fue declarado culpable de conspirar para emprender una guerra agresiva el 12 de noviembre de 1948 y sentenciado a cadena perpetua. Ōshima recibió la libertad condicional a fines de 1955 y se le otorgó el indulto tres años después. Ōshima murió en 1975, pocos años antes que en Estados Unidos se revelara el descifrado de PURPLE, y sin saber que había entregado a los Aliados, inadvertidamente, una inteligencia invaluable durante la guerra.

## Condecoraciones

### Nacionales
- : Medalla Militar
- : Medalla de la Victoria de la Primera Guerra Mundial
- : Medalla Conmemorativa del Emperador Taisho (1915)
- : Medalla Militar Fronteriza
- : Orden del Sol Naciente, 2.ª y 1.ª clase (1915 y 1934)
- : Orden del Tesoro Sagrado (1929)
- : Orden de Asahi (1940)

### Extranjeras
- : Orden al Mérito Militar (Hungría)
- : Orden de la Cruz de la Victoria, 1.ª clase con estrella
- : Condecoración Olímpica Alemana, 1.ª clase
- : Insignia honoraria de la Cruz Roja Alemana
- : Gran Cruz de la Orden del Águila Alemana, en Oro (1941)

## En la cultura popular
- Hiroshi Ōshima es interpretado ficticiamente por el actor japonés Fumiyo Kohinata como 'embajador Ohashi', en la película Persona Non Grata de 2015.